# Acacia pritzeliana
Acacia pritzeliana é uma espécie de leguminosa do gênero Acacia, pertencente à família Fabaceae.